# Імператор Сусюн
Імператор Сусю́н (яп. 崇峻天皇, すしゅんてんのう, сусюн тенно; ? — 12 грудня 592) — 32-й Імператор Японії, синтоїстське божество. Роки правління: 9 вересня 587 — 12 грудня 592.
Був дванадцятим сином імператора Кіммея і молодшою дитиною від наложниці (молодшої дружини) Оане но-кімі. Замолоду звався принцем Хацусебе. 
У 587 році ймовірно внаслідок змову загинув імператор Йомей, що був також двоюрідним братом Хацусебе за жіночою лінією, оскільки їх матері були рідними сестрами. Очільник змови Мононобе но Морія планував поставити на трон принца Амацукабе Анахобе. Проти останнього за підтримки роду Соґа виступив принц Хацусебе, якого було оголошено імператором. У битві при Сігісані прихильники останнього на чолі із Соґа но Умако перемоги Мононобе но Морію, який загинув. Також було вбито Анахобе.
Його резиденція розташовувалася у палаці Курахасі но Мія в гірські частині куні Ямато. Невдовзі стикнувся з надзвичайним посиленням впливу Соґа но Умако на державні справи, якого підтримувала імператриця-удовиця Мікекасії-хіме. Разом з тим відбувається поширення буддизму всією країною. Імператор фактично нічого не міг цьому протидіяти. 
При цьому ймовірно планував спиратися на рід Отомо, на представниці якої був одружений. 588 року імператор намагався протидіяти будівництву великого буддистського монастиря Асукадера, ініціатором якого був Соґа но Умако.
589 року імператор відправив сановників до Східногірського, Східноморського і Північноземного країв з метою демаркації кордонів з племенами емісі. Також в них була впроваджено систему куні но-міяцуко (імператорських губернаторів) у східних провінціях і поворотним моментом у місцевому правлінні.
591 року відправив 20-тисячне військо проти корейської держави Сілла, намагаючись повернути Міману. Але похід був невдалий через військові труднощі та фактичний саботаж з боку роду Соґа, який побоювався військового зіткнення з імперією Суй на Корейському півострові.
Разом з тим Сусюн все більше обурюватися на вплив Соґа но Умако і планував відсторонити того від посад. У відповідь 592 року останній наказав Яматоноая но Кома вбити імператора. Той факт, що його поховали в той самий день, коли він загинув, і що не було жодного мавзолею чи гробниці, немає жодного іншого прикладу цього в історії японських імператорів. За цим Соґа но Умако звів на трон свою небогу і доньку імператора Кіммея — принцесу Нукатабе.
Сусюн мав 1 молодшу дуржину і 3 наложниць, які народили трьох дітей (2 синів і 1 доньку)